# Dha (Waffe)
Das Dha (auch Daarb, Dha-Iway oder Dhaarb) ist ein traditionelles Schwert in Burma (Myanmar), Thailand und in den benachbarten Ländern.

## Geschichte
Das Dha entstand in Burma und verbreitete sich in den benachbarten Ländern. Es ist bis heute in Gebrauch.
Hochwertig verzierte Dha-Schwerter werden in einigen Tempeln des Landes für rituelle Zeremonien bei Tempelfesten verwendet.

## Beschreibung
Das Dha hat eine einschneidige, leicht gebogene Klinge, die sich von dem Heft zum Ort (Spitze) hin nur leicht verbreitert. Die meisten Klingen enden in einer langgezogenen Spitze, aber es gibt auch Exemplare, die stumpf (gerade abgeschnitten) enden. Die Klingen sind im Durchschnitt etwa 40 cm lang und haben keinen Hohlschliff, manche Klingen haben eine schmale Hohlkehle (fälschlich Blutrinne genannt). Das Heft (Griff) hat kein Parierelement und ist meist aus Holz, Horn, Knochen oder Elfenbein, aber auch aus mit Metall überzogenem Holz hergestellt. Manche Griffe haben einen Knauf, der aus Metall bestehen kann und halbkugelförmig oder glatt ist. Die Scheiden bestehen meist aus Holz, das mit Metall verkleidet ist. An der Scheide ist eine Kordel angebracht, die als Tragevorrichtung dient, und so lang ist, dass sie auch als Schultergurt genutzt werden kann. Oft sind Klinge und Griff auch graviert oder mit Einlegearbeiten (Tausia) verziert.